# Випихи (Більський повіт)
Випихи (пол. Wypychy) — село в Польщі, у гміні Вишки Більського повіту Підляського воєводства.
Населення — 63 особи (2011).
У 1975-1998 роках село належало до Білостоцького воєводства.

## Демографія
Демографічна структура станом на 31 березня 2011 року:
|          | Загалом | Допрацездатний вік | Працездатний вік | Постпрацездатний вік |
| -------- | ------- | ------------------ | ---------------- | -------------------- |
| Чоловіки | 28      | 3                  | 15               | 10                   |
| Жінки    | 35      | 9                  | 15               | 11                   |
| Разом    | 63      | 12                 | 30               | 21                   |